# المدرسة الوطنية للبيطرة في ألفور

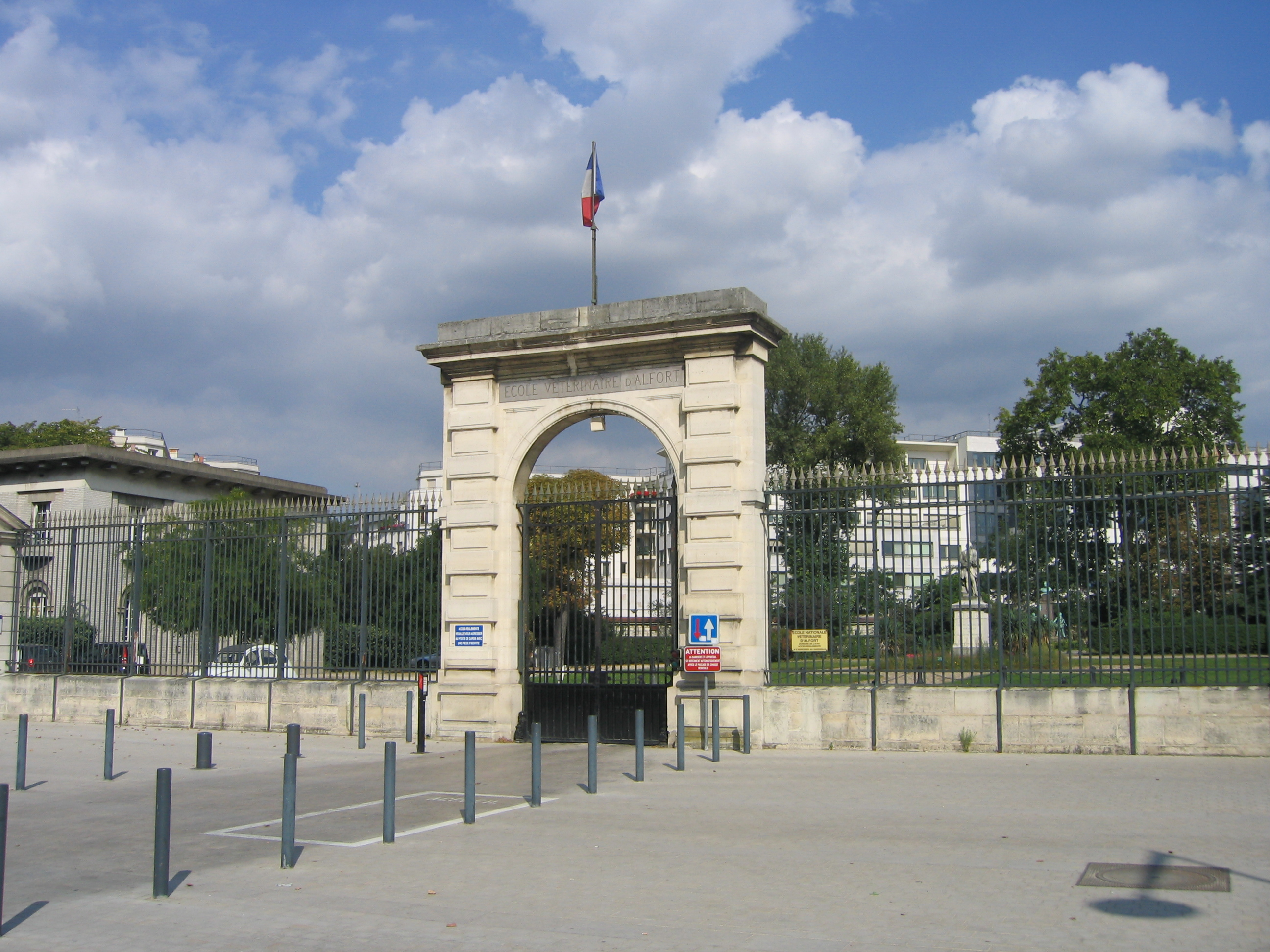
بوابة المدخل

المدرسة الوطنية للبيطرية في ألفور ( (بالفرنسية: École nationale vétérinaire d'Alfort)‏ أو ENVA ) هي مؤسسة عامة فرنسية للبحث العلمي والتعليم العالي في الطب البيطري ، وتقع في ميزون ألفور، فال دو مارن بالقرب من باريس. يتم تشغيله تحت إشراف وزارة الزراعة.
هي واحدة من المدارس الأربع التي توفر التعليم البيطري في فرنسا.
راجع مقالة مفصلة التعليم البيطري في فرنسا
تم إنشاء المدرسة في عام 1765 من قبل كلود بورجيلات وانتقلت إلى موقعها الحالي في عام 1766. تلقت المدرسة اعترافًا دوليًا فوريًا طوال القرن الثامن عشر، كانت مشهورة بشكل خاص بمجموعتها من عينات التاريخ التشريحي والطبيعي. في عام 2007 اقتربت ENVA من الجامعة. كانت عضوًا مؤسسًا في قطب البحث والتعليم العالي جامعة باريس شرق؛
أصبحت مدرسة البيطرة مدرسة خارجية لجامعة باريس شرق كريتيل فال دي مارن في يناير 2012.
تضم المدرسة اليوم حوالي 700 طالب وطالبة و75  أستاذ محاضر و 45 باحث وتضم أيضًا متحف فراغونارد بألفور الغير عادي وحديقة المدرسة الوطنية للبيطرة في ألفور النباتية وكلاهما مفتوح للجمهور.
يخدم مترو باريس هذا الموقع بمحطة المدرسة البيطرية ميزون ألفور (مترو باريس) .